# Gary Mackay
Gary Mackay (ur. 23 stycznia 1964 w Edynburgu) – szkocki piłkarz, występujący na pozycji pomocnika, a potem trener piłkarski.
Mackay rozpoczął karierę w 1980 roku, w klubie Heart of Midlothian, do którego przyszedł 24 sierpnia. Jest rekordzistą w rozegranych meczach dla edynburskiego klubu, Hearts – przez 16 lat, 5 miesięcy i 7 dni spędzonych w Edynburgu, wystąpił 640 razy – 515 razy w rozgrywkach ligi szkockiej, 58 razy w Pucharze Szkocji, 46 razy w Pucharze Ligi Szkockiej, 21 razy w europejskich pucharach. Do Hearts sprowadził go ówczesny trener, który pracował na Tynecastle Stadium w latach 1980–1981, Bobby Moncur.
Do Airdrieonians, dnia 1 marca 1997 sprzedał go Jim Jefferies. W Airdieonians grał do sierpnia 1999 – potem został trenerem tego klubu.